# Stjärnornas stjärna 2018
Stjärnornas stjärna 2018 var den första säsongen av Stjärnornas stjärna, ett svenskt TV-program som sändes på TV4 under 2018. Programledare var Petra Mede och i expertpanelen satt Jan Gradvall och Zannah Hultén som dock lämnade programmet efter 7 april.En gästdomare medverkade varje vecka. 
I programmet tävlade åtta artister i genrer de inte var vana vid att sjunga. Varje program har en eller två genrer som tema och artisternas uppgift är att göra en cover på en känd låt i den genren och den deltagare som varje vecka fått minst antal tittarröster tvingas lämna tävlingen tills det bara är två kvar i final.
I finalen möttes Casper Janebrink och Ola Salo, där slutligen Janebrink stod som vinnare.

## Deltagare
Följande artister deltar i programmets första säsong. Deltagarna står angivna efter placering i tävlingen:
- Casper Janebrink (1:a)
- Ola Salo (2:a)
- LaGaylia Frazier (3:a)
- Tommy Nilsson (4:a)
- Wiktoria (5:a)
- Roger Pontare (6:a)
- Linda Pira (7:a)
- Ace Wilder (8:a)

## Program

### Program 1: Country
Sändes på TV4 den 17 mars 2018. Gästdomare denna vecka var Alexzandra Wickman. Deltagarna nedan står angivna efter startordningen. 
1. Ola Salo – Emmylou (First Aid Kit)
2. Casper Janebrink – Chattahoochee (Alan Jackson)
3. Linda Pira – Jolene (Dolly Parton)
4. Wiktoria – Not Ready To Make Nice (Dixie Chicks)
5. LaGaylia Frazier – Every Little Thing (Carlene Carter)
6. Roger Pontare – Take Me Home, Country Roads (John Denver)
7. Ace Wilder – Man! I Feel Like A Woman (Shania Twain)
8. Tommy Nilsson – Always On My Mind (Willie Nelson)

#### Utröstning
Ingen av deltagarna tvingades lämna tävlingen efter det första programmet, utan artisterna tog istället med sig rösterna till nästkommande program. I programmet avslöjades det att Tommy Nilsson hade fått flest antal röster medan Ace Wilder hade fått minst antal röster.

### Program 2: Latin
Sändes på TV4 den 24 mars 2018. Gästdomare denna vecka var Mendez. Deltagarna nedan står angivna efter startordningen.
1. LaGaylia Frazier - Despacito (Luis Fonsi)
2. Casper Janebrink - She Bangs (Ricky Martin)
3. Wiktoria - Havana (Camila Cabello)
4. Linda Pira - Let's Get Loud (Jennifer Lopez)
5. Tommy Nilsson - Smooth (Santana)
6. Ace Wilder - Rhythm Is Gonna Get You (Gloria Estefan)
7. Roger Pontare - Hot! Hot! Hot! (Buster Poindexter)
8. Ola Salo - Livin' La Vida Loca (Ricky Martin)

#### Utröstningen
Listar de två deltagare som erhöll minst antal tittarröster under de två första programmen.

Den av dessa två som är markerad med mörkgrå färg är den som tvingades lämna tävlingen (den till vänster).
| Lägst antal röster |            |
| Ace Wilder         | Linda Pira |

### Program 3: Hårdrock
Sändes på TV4 den 31 mars 2018. Gästdomare denna vecka var Joacim Cans. Deltagarna nedan står angivna efter startordningen. 
1. Casper Janebrink - We're Not Gonna Take It (Twisted Sister)
2. LaGaylia Frazier - Paradise City (Guns N' Roses)
3. Roger Pontare - Seek And Destroy (Metallica)
4. Tommy Nilsson - You Give Love A Bad Name (Bon Jovi)
5. Linda Pira - Nobody's Wife (Anouk)
6. Ola Salo - Breaking The Law (Judas Priest)
7. Wiktoria - Alone (Heart)

#### Utröstningen
Listar de två deltagare som erhöll minst antal tittarröster under programmet.

Den av dessa två som är markerad med mörkgrå färg är den som tvingades lämna tävlingen (den till vänster).
| Lägst antal röster |               |
| Linda Pira         | Roger Pontare |

### Program 4: Soul
Sändes på TV4 den 7 april 2018. Gästdomare denna vecka var Larry Johnson. Deltagarna nedan står angivna efter startordning.
1. Tommy Nilsson - Ain't Too Proud To Beg (The Temptations)
2. Ola Salo - Higher And Higher (Jackie Wilson)
3. Wiktoria - All I Could Do Was Cry (Etta James)
4. LaGaylia Frazier - You Make Me Feel Like/A Natural Woman (Aretha Franklin)
5. Roger Pontare - Get Up, Get Down, Get Funky, Get Loose (Teddy Pendergrass)
6. Casper Janebrink - Heard It Through The Grapevine (Marvin Gaye)

#### Utröstningen
Listar de två deltagare som erhöll minst antal tittarröster under programmet.

Den av dessa två som är markerad med mörkgrå färg är den som tvingades lämna tävlingen (den till vänster).
| Lägst antal röster |          |
| Roger Pontare      | Wiktoria |

### Program 5: Opera
Sändes på TV4 den 14 april 2018. Gästdomare denna vecka var Rickard Söderberg. Deltagarna nedan står angivna efter startordning. 
1. Wiktoria - Habanera ur Carmen (Georges Bizet)
2. Tommy Nilsson – Till havs (Jussi Björling)
3. LaGaylia Frazier - O mio babbino caro ur Gianni Schicchi (Giacomo Puccini)
4. Casper Janebrink - Funiculì, Funiculà (Luigi Denza)
5. Ola Salo - Nessun dorma ur Turandot (Giacomo Puccini)

#### Utröstningen
Listar de två deltagare som erhöll minst antal tittarröster under programmet.

Den av dessa två som är markerad med mörkgrå färg är den som tvingades lämna tävlingen (den till vänster). 
| Lägst antal röster |               |
| Wiktoria           | Tommy Nilsson |

### Program 6: Synthpop och Musikal
Sändes på TV4 den 21 april 2018. Gästdomare denna vecka var Johan Kinde och Linus Wahlgren. Deltagarna nedan står angivna efter startordning.
Synth
1. Ola Salo - You spin me round (Dead or alive)
2. Tommy Nilsson – Personal Jesus (Depeche mode)
3. LaGaylia Frazier - Sweet dreams (Eurythmics)
4. Casper Janebrink - Dancing with tears in my eyes (Ultravox)

Musikal
1. Ola Salo - Pity the child (från Chess)
2. Tommy Nilsson – Heaven on their minds (från Jesus Christ Superstar)
3. LaGaylia Frazier - This is me (från The Greatest Showman)
4. Casper Janebrink - Sandy (från Grease)

#### Utröstningen
Listar de två deltagare som erhöll minst antal tittarröster under programmet.

Den av dessa två som är markerad med mörkgrå färg är den som tvingades lämna tävlingen (den till vänster). 
| Lägst antal röster |          |
| Tommy Nilsson      | Ola Salo |

### Program 7: Disco och Svenska Visor
Sändes på TV4 den 28 april 2018. Gästdomare denna vecka var Alcazar och Tomas Andersson Wij. Deltagarna nedan står angivna efter startordning.
Disco
1. LaGaylia Frazier - I will survive (Gloria Gaynor)
2. Casper Janebrink Y.M.C.A. (Village People)
3. Ola Salo - Disco inferno (The Trammps)

Svenska Visor
1. LaGaylia Frazier - Balladen om herr Fredrik Åkare och den söta fröken Cecilia Lind (Cornelis Vreeswijk)
2. Casper Janebrink - Himlen är oskyldigt blå (Ted Gärdestad)
3. Ola Salo - Visa vid vindens ängar (Mats Paulson)

#### Utröstningen
Listar den deltagare som erhöll minst antal tittarröster under programmet och tvingades lämna tävlingen 
| Lägst antal röster |
| LaGaylia Frazier   |

### Program 8: Final
Sändes på TV4 den 5 maj 2018.
Ola Salos låtar i finalen:
- Varandras genombrottslåt: Eloise
- Expertens val: Higher and higher (Jackie Wilson)
- Min drömlåt: Heroes (David Bowie)

Casper Janebrinks låtar i finalen:
- Varandras genombrottslåt: It Takes a Fool to Remain Sane
- Expertens val: Chattahoochee (Alan Jackson)
- Min drömlåt: We Are the Champions (Queen)

Casper Janebrink fick 57 procent av rösterna och vann därmed hela tävlingen.

## Tittarsiffror
| Avsnitt | Tema                | Sändningsdatum | Tittarsiffror |
| ------- | ------------------- | -------------- | ------------- |
| 1       | Country             | 17 mars 2018   | 905 000       |
| 2       | Latin               | 24 mars 2018   | 827 000       |
| 3       | Hårdrock            | 31 mars 2018   | 592 000       |
| 4       | Soul                | 7 april 2018   | 708 000       |
| 5       | Opera               | 14 april 2018  | 797 000       |
| 6       | Synthpop/Musikal    | 21 april 2018  | 774 000       |
| 7       | Svenska visor/Disco | 28 april 2018  | 796 000       |
| 8       | Final               | 5 maj 2018     | 802 000       |